# Драгутин Томашевић
Драгутин Томашевић (Бистрица код Петровца на Млави, 20. април 1890 — Рашанац код Петровца на Млави, октобар 1915) био је десетоструки победник маратонске трке Обреновац — Београд и први учесник Краљевине Србије на Олимпијским играма 1912. године у Стокхолму, Шведска.
У родној Бистрици уређена је спомен-соба у којој су изложени Драгутинови лични и породични предмети. 

## Биографија
Занимљивост везана за Драгутина Томашевића је да се 1909. године тркао са возом и победио. Наиме, у то време ишао је воз, ћира, на релацији Пожаревац — Петровац. Драгутин је пошао са железничке станице у Пожаревцу заједно са возом. Претрчао је негде око 40 километара и стигао у Петровац пре воза и сачекао га је на железничкој станици.
Драгутин Томашевић је, након Олимпијских игара у Стокхолму, започео припреме за следеће игре 1916. године у Берлину, али ускоро бива мобилисан и смртно рањен у борбама на брду Бубањ код Куле. Преминуо је у селу Рашанац, а сахрањен је у родном селу Бистрици у породичној гробници, заједно са својим спортским трофејима. На његовом гробу пише да су га „сахранили његова мајка и његова храброст”.
У знак сећања на првог учесника Олимпијских игара из Србије у његовој родној Бистрици и Петровцу на Млави одржава се „Меморијална трка Драгутин Томашевић“ на деоници дужине 10.450 m. под покровитељством СО Петровац на Млави и Олимпијског комитета Србије.